# أوتيس
بلدية أوتيس (بالإسبانية: Outes)‏، هي إحدى بلديات مقاطعة لا كرونيا إحدى مقاطعات إسبانيا، و التي تقع في منطقة جليقية شمال غرب إسبانيا.
يبلغ عدد سكانها 8.398 نسمة وفقاً لإحصائية سنة (2002).